# Calosoma karelini
Calosoma (Callisthenes) karelini – gatunek chrząszcza z rodziny biegaczowatych, podrodziny Carabinae i plemienia Carabini.
Gatunek ten został opisany w 1830 roku przez Gotthelfa Fischera von Waldheima jako Callisthenes karelini. Stephen von Breuning sklasyfikował go w 1928 roku jako odmianę Calosoma (Callisthenes) panderi var. karelini. Według Sandro Bruschiego stanowi on  podgatunek Calosoma (Callisthenes) panderi karelini, natomiast według bazy Carabidae of the World jest osobnym gatunkiem.
Krótkoskrzydły tęcznik o smukłym tęgim i krótkim ciele długości od 18 do 22 mm. Wierzch ciała ciemnospiżowy, miejscami miedziany. Pokrywy ma granulowane między trzecim międzyrzędem pierwszorzędowym a krawędzią, a ich rzeźba jest słabiej wyniesiona niż u C. panderi.
Chrząszcz palearktyczny. Znany z wschodniego Kazachstanu, gdzie występuje w Tienszanie.
Carabidae of the World wyróżnia trzy podgatunki:
- Calosoma karelini breuningi Mandl, 1954
- Calosoma karelini karelini
- Calosoma karelini vladimiri Obydov, 1998

Według Bruschiego są one synonimami.